# 엄지손가락

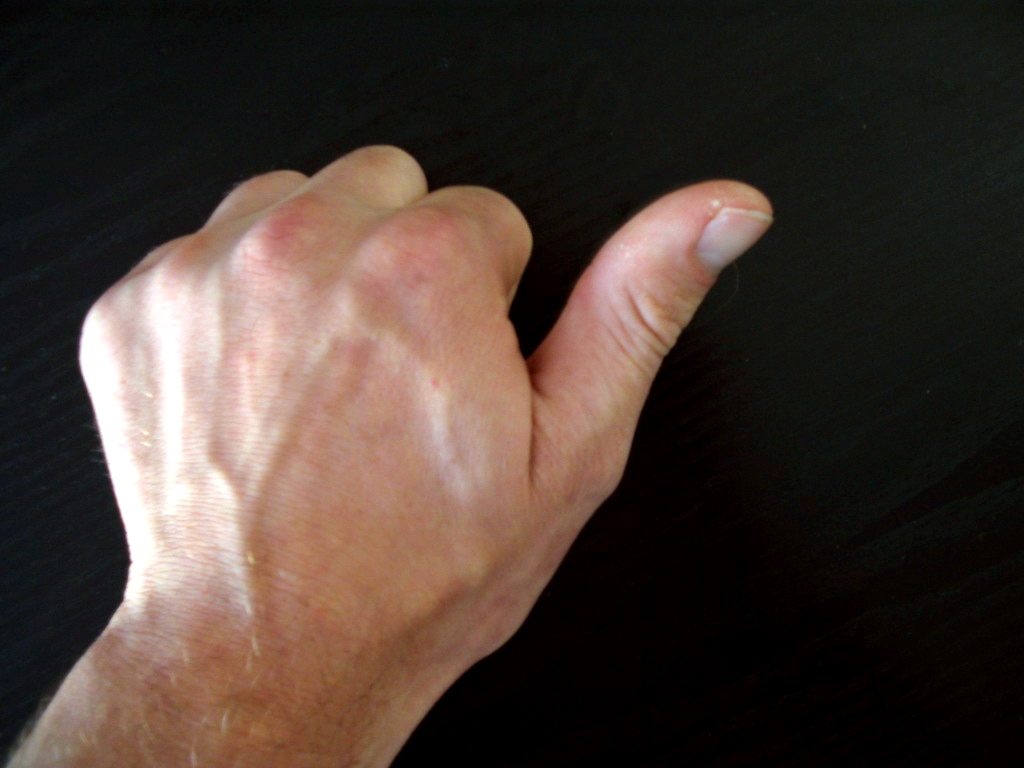
엄지손가락

엄지손가락은 가장 안쪽에 위치한 손가락으로, 손가락 중 가장 굵다. 무지(拇指), 첫째 손가락이라고도 한다. 거의 희귀하지만 가끔 엄지손가락이 뒤로 90° 이상 꺾이는 사람이 있다.

## 같이 보기
- 집게손가락
- 가운뎃손가락
- 약손가락
- 새끼손가락